# Kumasehene
Kumasehene - tytuł władcy Kumasi, stolicy i najważniejszego miasta Konfederacji Aszanti na terytorium dzisiejszej Ghany, nadawany władcom Aszanti - Asantehene.
Chociaż dzisiaj jest tylko tytułem reprezentacyjnym, kiedyś był ważnym stanowiskiem. Asantehene koronowany jest na Złotym Stolcu, a urząd ten niekiedy nazywany jest jego imieniem.
Zobacz też:
- Asantehene